# 歴史地震

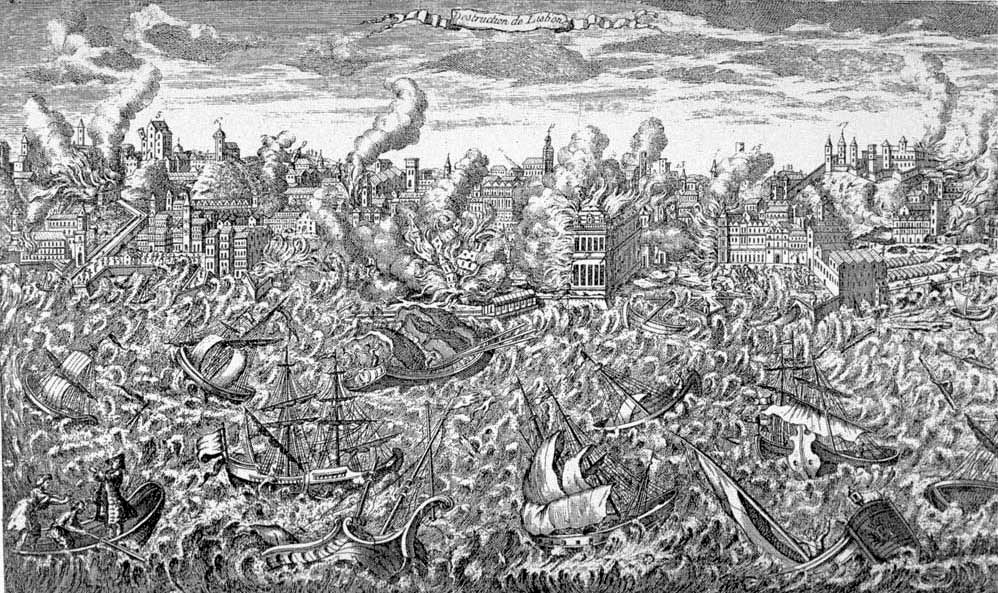
1755年のリスボン地震による災禍を伝える銅版画 (en) 挿絵／同年の作。

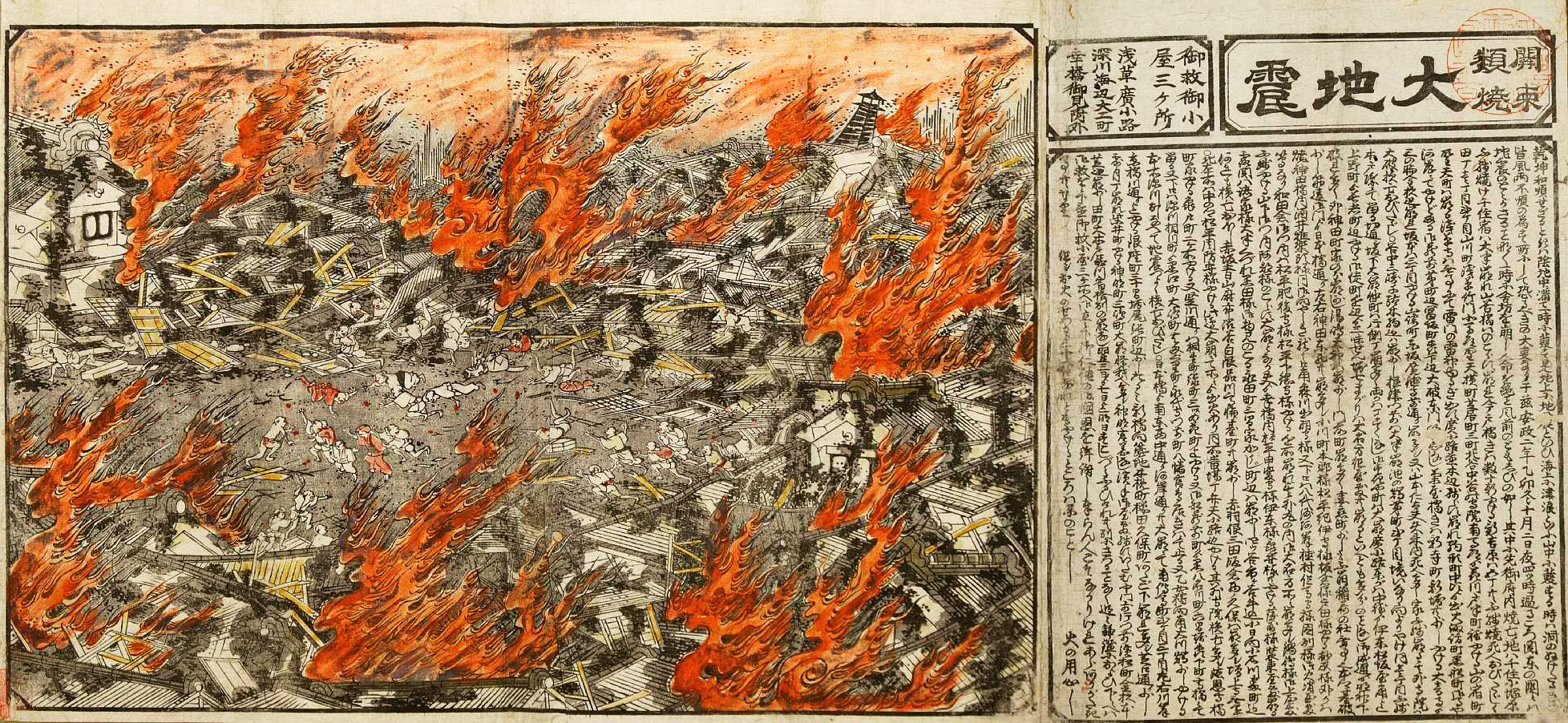
安政の大地震絵図／1855年に発生した安政江戸地震による災禍を伝えている。

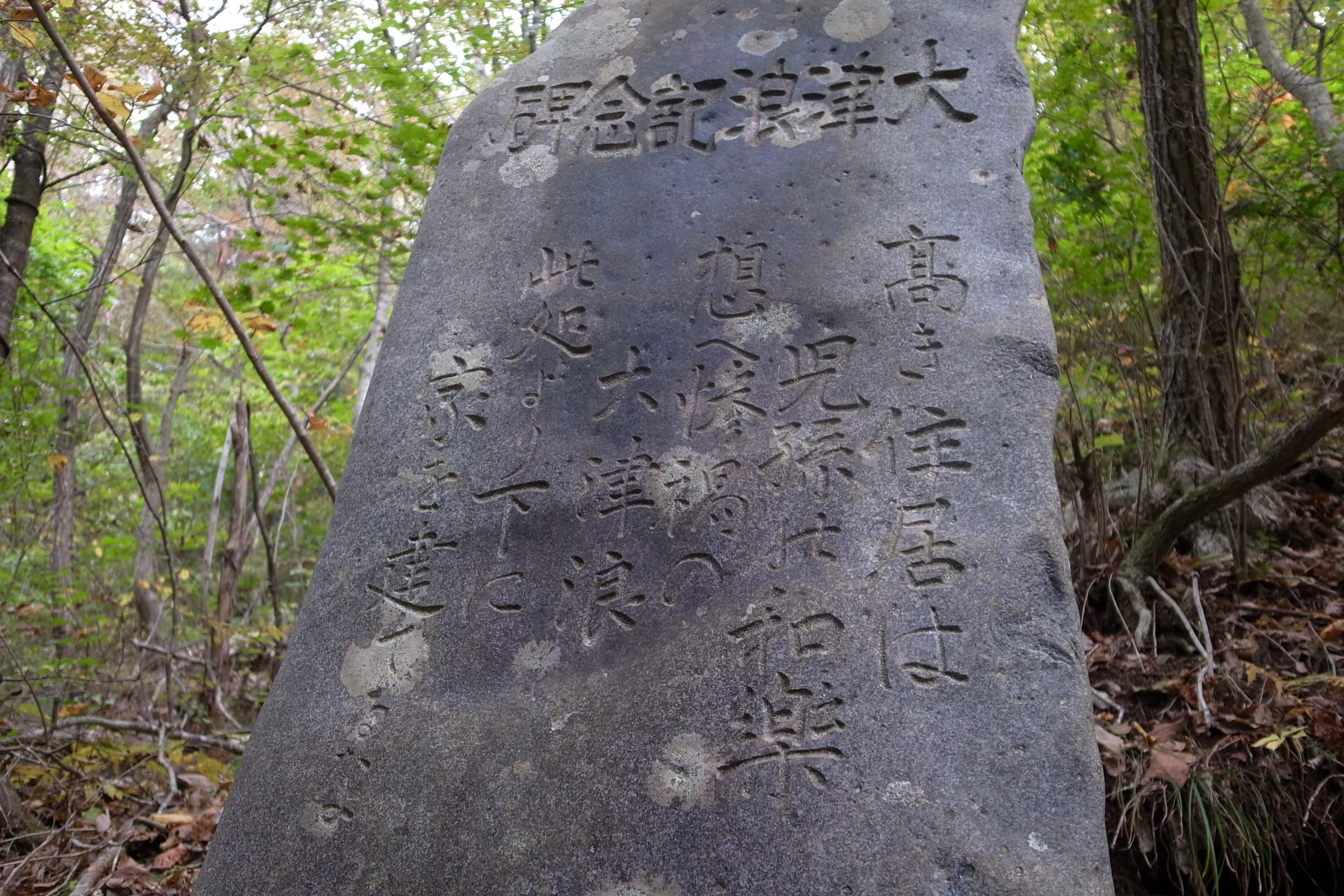
日本の岩手県宮古市にある大津浪記念碑／1933年（昭和8年）に発生した昭和三陸地震の教訓を永く後世に伝えるべく同年に建立された災害記念碑。

歴史地震（れきしじしん）とは、歴史時代に発生した地震のうち、地震計を始めとする近代的観測機器が存在しなかった時代に属するもので、なおかつ、記録で確かめられるものをいう。それらは、古文書や災害記念碑という形で今日まで伝えられてきた。英語には "historical earthquake" という語 (cf. en) があるが、日本語の「歴史地震」よりやや広義かも知れない。
日本語（専門用語）「歴史地震」において定義されている「歴史」は、記録された人間社会の出来事の変遷を指すため、時期的に該当していようとも、伝わっていながら信頼するに足る記録の見当たらないものや、考古学的・地球科学的知見（遺跡発掘や地質調査を始めとする様々な学問から得られる情報と見解）によってその発生が推測あるいは確認されながら歴史として検証できないものは、歴史地震と見なされない。つまり、確かな記録の残っていることが「歴史地震」の定義上の前提である。
一方、先史時代（記録が残されるようになる以前の時代）に発生した地震は先史地震といい、地質学的成果や考古学的成果などがこれを証明し得る。なお、日本の歴史では、中央政権の勢力範囲において古墳時代以前を先史時代としているが、地域によって差異が大きく、例えば蝦夷地（北海道）は江戸時代以降に歴史時代が始まる。日本では1885年（明治18年）に地震計を始めとする近代的観測体制の整備が開始されたため、歴史地震は一般的に1884年（明治17年）以前に発生したものを指す。また、先史時代と歴史時代の別無く、さらには、歴史的（歴史学的）検証の有無を問わず、近代的観測機器の登場以前に発生した地震を総じて古地震という。
歴史地震の調査研究は、将来の発生を想定される地震の予測など、防災上欠かすことのできないもので、巨大地震発生の再来間隔などを論ずる地震学の一分野であり、ある地域の地震災害の正確な評価を行うためには、地震によって開放されるエネルギーを見積もる必要があるが、計器観測が始まって以来の地震のみではデータの蓄積として不充分であり、古地震学の助けを借りる必要性が生じる。
歴史地震は歴史研究の一部を担う考古学の知見でもあり、地震考古学の分野も開拓されている。

## 古文書の調査
歴史地震の研究は古文書の調査から始まる。古文書は国家の歴史を記した正史から個人の日記など多種多様であり、誤記、誤植、誇張、伝聞によるものなどを含み、その信頼性に疑問点があるものも多く、可能な限り多くの史料を付き合せ、検証する作業が要求される。また、偽書も多いが、ある目的に対して偽書であっても、そこに記された事項が全て偽りであるとは限らず、記された天変地異が真実である可能性が否定できない場合もある。天変地異は発生した当時の人々にとっては誤魔化すことができない真実であって、これを記すことにより偽書に真実味を持たせる行為もあり得るからである。
戦乱による社会的混乱、火災による焼失、津波による古文書の流失など、地震災害自体が過去の記録の喪失につながる場合も少なくない。例えば房総沖における慶長津波の記録が少ないのは、その後のより甚大な元禄地震津波で失われた可能性があるとされる。また、宝永地震津波により、尾鷲や土佐久礼八幡宮でも古記録が流失し、これ以前の歴史は不明な点が多い。

### 記録欠落期間の問題
今村明恒は、日本の地震活動は、684-887年、1586-1707年、1847年以降が旺盛期であり、貞観津波など特に規模が大きなものはこの時期に発生していると述べている。
しかし、各時代の記録密度が均質とは言えず、時代による記録の多寡は見かけ上のものであり、人為的な影響である可能性もある。地震記録が多くみられる684-887年は、六国史が編纂された時代に相当し、六国史には天人相関思想を反映して天変地異が好んで多く収録された背景がある。887年以降は地震の記録量が急速に減少するが、記録欠落期間として認識する必要があり
、室町時代から江戸時代初期の検地・刀狩でそれ以前の地方文書が回収・処分されたらしいことも影響している。
また、記録の地域差も大きく、京都、鎌倉以外の地方は中世以前の記録の現存自体が稀であり、地震の史料集として活用されている武者史料や新収史料などは、ただでさえ不完全な日本の歴史記録の一部分を抜書きしたものに過ぎない点を認識しておく必要がある。
例えば伊勢原断層の調査の結果、その活動時期は平安時代から江戸時代初期という1000年もの幅を持った推定であったが、その地震が日本三代実録に記録された878年相模・武蔵地震に対比されたことがある。しかし、この活動時期には江戸時代以前の大幅な記録欠落期間が含まれ、記録に漏れた大地震である可能性も否定はできない。

### 発震時刻
現代のように時計を持たず厳密な時刻を求めない時代では、発震時刻や地震動の継続時間は記憶や感覚に頼る部分が多く、江戸時代以前の日本のような干支で表現した時刻では分解能が低く、2時間程度の不確定性を含むものとなる。不定時法では日の入、日の出の時刻とその前後の薄明により一時の時間も定時法とは異なり、また標準時の概念が存在しなかった時代ゆえに、現代の時刻に換算するには緯度、経度を考慮する必要が生じる。近世以前では1日の境が厳密に定められていたわけではなく、平安時代には丑刻と寅刻の間（3時頃）を1日の境界としていた。
またしばしば、半時、あるいは数刻といった、現代の観測からは信じにくい、1 - 2時間も地震動が継続したような表現が記録にある。これは大地震による恐怖感が誇張的な表現を生んだとする見方もあるが、2011年の東北地方太平洋沖地震でも観測されたように強い揺れが数分間継続した本震発生以降、数十分間強い余震が続発し、直後の余震活動をも含めた時間を表しているとも考えられる。

### 暦・日付
太陰暦と太陽暦
世界基準の存在しない時代ゆえ、通常、古記録は国・地域ごとに異なる個別の年号でもって記されている。
日本・朝鮮・中国の場合、元号の成立以前の時代には、時の為政者（※少なくとも改暦・改元の権能者）の治世の何年目かという記述法が採用され、元号の成立以降の時代には、その元号における何年目かという記述法が採用されている。当然、日付は当時の暦である太陰暦（今でいう旧暦）で記されている。当時の太陰暦と現在広く用いられている太陽暦の日付（旧暦と新暦の日付）は根本的に違うため、必ずズレが生じる。ゆえに、和暦の場合など、「□○年○月○日（西暦換算：△年△月△日）」（※□は元号、○は和暦〈太陰暦〉の年月日、△は西暦〈太陽暦〉の年月日）という記述法が、本来は必ずなされるべきである。実際には「□○年（△年）○月○日」「□○年（△年）△月△日」「□○年（△年）○月」などという記述法が世に蔓延っているが、これらは「正確でない」のではなく、誤解や新たな誤記の原因となる間違った記述法である。歴史地震研究会では、例えば天正地震の日付を「1586年1月18日（天正十三年十一月二十九日）」のように、和暦は漢数字を用いて区別するよう推奨している。
年や月の端境期に近い日付を別の暦の日付に換算すると、月なら1〜2か月、年でも1年、改まる（ズレる）場合が多い。例えば、慶長地震の発生した日付は慶長9年12月16日であるが、西暦換算すると（慶長9年11月11日がグレゴリオ暦の1604年12月31日に相当するので）1604年ではなく年を跨いだ1605年の2月3日となる。
地震と改元
元号のある国では、目を見張る瑞相や治世を危うくするほど禍々しい出来事があった場合、瑞相ならあやからんがため、凶事ならやり過ごす意図などをもって、しばしば改元が行われた。地震は、ときに瑞相（※厳密には仏教圏に限る概念）、ときに凶事の最たるものと捉えられ、改元の理由になった。一つの例として、安政伊賀地震（伊賀上野地震）・安政東海地震・安政南海地震は嘉永7年に発生したが、世を安んじるべく「安政」へ改元されたことで、現在では改元後の元号を冠しているが、地震発生当時の記録者にとっては当然ながら「嘉永」の世であり、「嘉永七年」の出来事として記録されている。嘉永年間の出来事に「安政」を冠する整合性については、明治改元の際にその年（慶応4年）の正月（旧暦1月1日）まで遡ったうえでの改元として処理された例に倣い、正しいと解釈されている。
誤記
歴史記録には日付の誤記や誤写が少なくない。例えば、寛永4年10月4日（西暦換算:1627年11月11日）では、『東宇和郡沿革史』に「地震のため道後温泉埋没す」、『旧記録抄』に伊那谷で「大地震、所々に潰家があった」と記録され、さらに寛永4年11月23日（西暦換算:1627年12月30日）には『泰平年表』に「富士山噴火、江戸降灰四日、其色黒」と記録されているが、この記録を掲載している『大日本地震史料』にそれぞれ武者金吉と大森房吉が「寳永四年（宝永4年、1707年）の誤写なるべし」と註釈を付けている。このような誤記は歴史地震だけではなく、昭和南海地震の際に、地震原簿への重複記載により実際には発生していない前震が記載された例もある。地震学者が資料を編纂している際の誤りによっても生じている。
西暦表記の不統一
日本の自然科学分野では発生年月日の西暦表記換算は伝統的にグレゴリオ暦で一本化されている。対して文理を越えて結成された歴史地震研究会では、1582年以前の地震の発生日時はユリウス暦表記を推奨している。
西洋で使用されていた暦は1582年10月4日以前はユリウス暦であった。グレゴリオ暦とユリウス暦では16世紀末頃では最大10日の差が存在し、日本の歴史地震は慣例上グレゴリオ暦表記であるため、アメリカ海洋大気庁 (NOAA) の地震カタログは1582年以前はユリウス暦を基本としているのに対し、日本の地震についてはグレゴリオ暦（先発グレゴリオ暦）と統一されていない。

当時の西洋社会の歴史の上で実際に使われた暦に換算するのが望ましいとの考えから、1582年以前はユリウス暦表記が望ましいとする意見がある一方で、ユリウス暦は西洋で使用されていたのみであり世界共通であったとは言えず、海の潮位の計算など、太陽にリファーされたグレゴリオ暦の方が便利ではないかとの意見もある。

### 震度分布

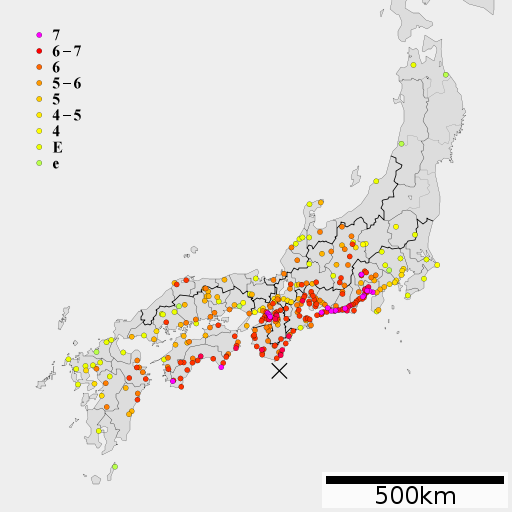
宝永地震の震度分布

古文書にある記録から、その地域の震度の推定が可能となる。古文書には「地震」や「小地震」、「大地震」といった記録が見られ、当時はマグニチュードの概念はなく、これは震度の大小を表すものと解釈される。「小地震」「地震」「大地震」などの記録が登場する頻度と、近年の観測記録との比較から、それぞれの記録がどの程度の震度に相当するかを見積もった研究もある。684年の白鳳地震や1707年の宝永地震などの長い地震動を伴う巨大地震では「未曾有」や「前代未聞」などの記述も見られる。
家屋の倒壊についても「不残潰レ」、「半潰レ」、「事ナシ」などの記録（宝永地震における『谷陵記』）、また具体的に何軒のうち、何軒潰れの記録から倒壊率を求めることが可能である。当時の木造家屋と現代の建物を単純比較することはできないが、類似した建物の被害状況を比較することによりその都市における推定震度が求められる。また、墓石、石灯篭、土塀、石垣などの倒壊、破損状況、地割れ、泥の噴出などの現象、および「大地動震て歩行する事を得ず。」（『鸚鵡籠中記』）、「庭中水船水コボル、十分之中五分斗也」（『基煕公記』）などの記録も震度推定の材料となる。

### 震央および震源域
推定震度分布から、おおよその震央が推定される。強震域の分布を近代に発生した地震と比較することにより、おおよその震源域の推定が可能である。しかし記録の欠損により正しい震央や震源域が不明であるものも少なくない。また、断層の破壊開始点である地震学的な震源やその地上投影である震央は地震計が無ければ定まらない。宝永地震や安政東海・南海地震の様な震源域が広大な巨大地震では震央位置は無意味である上に誤解を与えることもある。
内陸の地震では、地震学的震央に近い位置では発震後家が直ちに潰れて圧死する場合が多くなると考えられるため、家屋倒壊率ではなく死者数の分布から、より地震学的震央に近いものが推定できるとの研究もある。
地震記録が乏しい中世以前の地震の場合、単にその地震報告が発信あるいは記録された、国府や寺社などの位置を震央とみなしただけの例も多い。そして新たな史料が発見されるとその推定震源域が広がり、地震規模も増大していくことになる。つまり史料不足のために規模が過小評価されていたり、あるいは推定誤差が大きい可能性もある。
白鳳地震は古記録には飛鳥周辺と思われる被害の様相と、伊予および土佐の地変、漠然と諸国に大被害が発生したと記されているのみである。しかし、より詳細な記録を有する宝永地震や安政南海地震の記録と付き合わせることにより、ほぼ同様の地殻変動が生じているものと推定され、さらに近代的観測記録を有する1944年の東南海地震および1946年の南海地震の地盤変動の水準測量結果を比較することにより、繰り返し発生している南海地震であると推定された。さらに、東海地方の遺跡の発掘調査による液状化痕、海岸の地質調査からほぼ同時期に東海・東南海地震も連動したと推定され、震源域がさらに広い可能性がある。
869年の貞観地震は漠然と陸奥国地大震動、津波が内陸まで遡上したと読める記録があり、歴史資料の調査あるいは、仙台平野のトレンチ調査により、9世紀頃、およびさらに幾層かの有史以前の津波堆積物が内陸まで達していることが明らかになっていた。しかし明治三陸地震よりも甚大な津波が発生したことを示唆するもので、ここまで内陸に達する津波記録は近代では存在せず、この地震の実体は不明な点が多いとされていた。産業技術総合研究所による数値実験解析によりM8.4の巨大地震と推定されたが、東北地方太平洋沖地震の発生はこの地震の全容解明のきっかけとなり、ほぼ同域の広い範囲を震源域とする類似した地震であると考えられるようになった。
1099年の康和地震は、もともと摂津、大和の記録しか存在せず畿内付近が震央とされていたが、土佐の田畑の沈降記録が発見され、より広い範囲を震源域とする南海地震と推定されることとなった。しかし、その解釈にも疑義が唱えられ、康和南海地震は存在せず永長地震が南海地震を含む可能性があるなど、新たな知見により解釈の変更もあり得る。
1703年の元禄地震は関東南部の広い範囲に強い震動と沿岸に強大な津波をもたらしているが、房総半島の隆起記録は1923年の関東地震に類似し、これにより相模トラフのプレート間地震と推定され、津波、隆起の規模はより大きいものであった。この4年後に宝永地震が発生するなど、過去においても巨大地震が時間的に接近して続発する例がしばしば見られる。

### 津波の規模

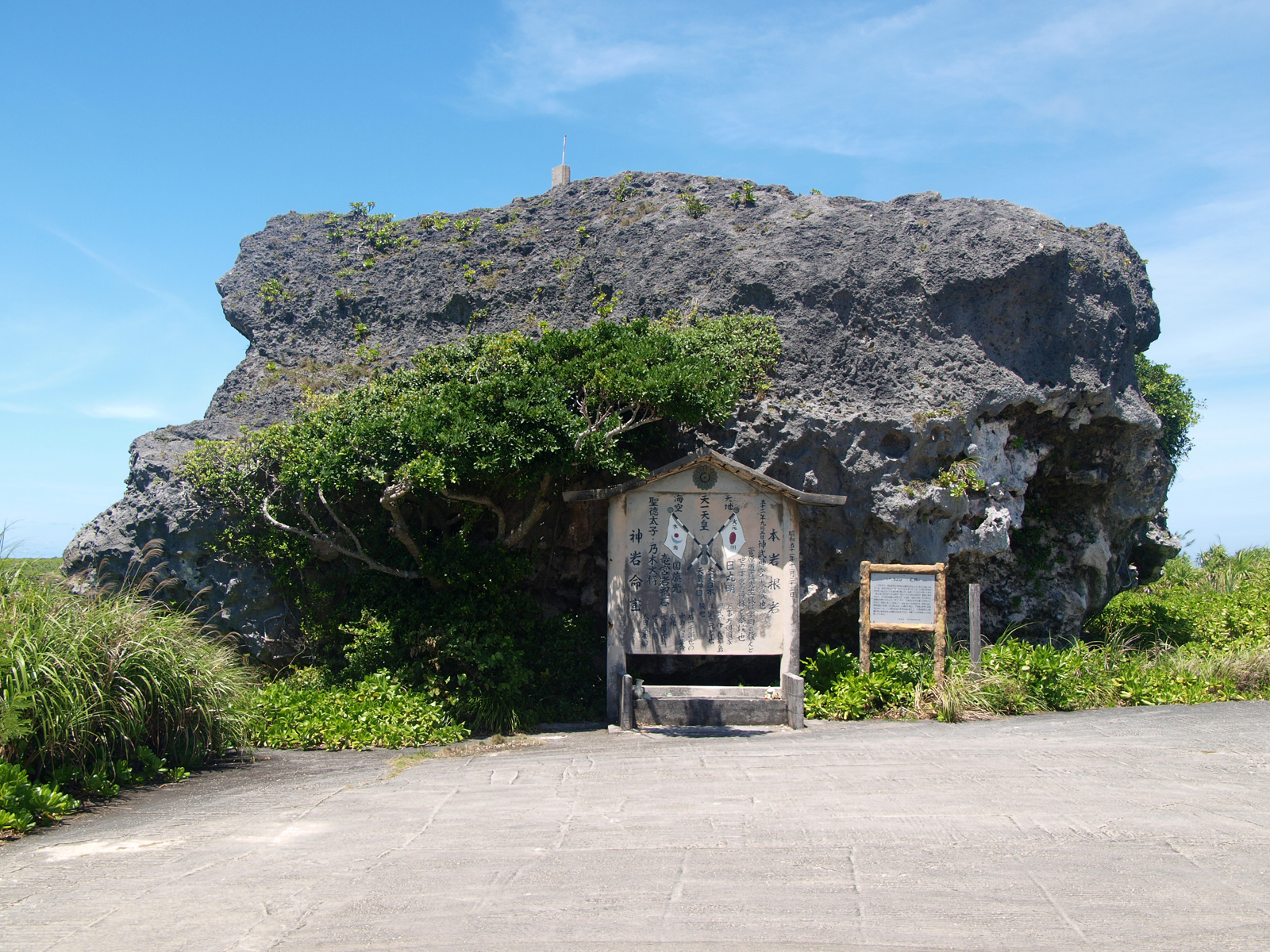
下地島の帯岩。八重山地震の津波で打ち上げられたとされる。

宝永地震や安政地震などでは、地震後暫くして強大な津波が襲来し、その回数、第何波が最大であったか、津波襲来の継続時間など詳細な記録が残る。また、津波の遡上範囲とその標高および家屋の流失範囲、あるいは神社、寺院の石段の浸水の段数などの記録により遡上高を見積もることが可能である。
沿岸の浦々の津波遡上高の分布から凡その震源域や断層モデルの推定も行われる。
宝永地震では済州島や上海に津波が到達したと思われる記録があり、安政東海地震や安政南海地震の津波はサンフランシスコの験潮所で記録されている。
沿岸で観測された最大の高さと被害の発生した沿岸長に基づいて津波の階級 m (0 - 4) が提案されている。これに小規模で被害は及ぼさないが頻度の高い規模として「-1」を加え、エネルギーと関連付けた「今村・飯田の津波規模階級」も提唱された。最大の m = 4 とされているものは869年貞観地震、1611年慶長三陸地震、1707年宝永地震、1771年八重山地震、1896年明治三陸地震、2011年東北地方太平洋沖地震、1700年カスケード地震、1730年チリ地震、1868年アリカ地震、1877年イキケ地震、1946年アリューシャン地震、1960年チリ地震、1964年アラスカ地震などである。

## マグニチュード
地震学の研究の必要上、あるいは将来の地震の発生を予測する上で過去に発生した地震の規模を知ることは欠かせないものである。しかし地震計による観測記録を有しない歴史地震のマグニチュードは古文書の記録や発掘調査、地質調査による限定的な情報から推定するより他無い。
1935年、チャールズ・リヒターにより、ウッド・アンダーソン式地震計で観測された最大振幅に基づく地震の規模であるリヒター・スケール（ローカル・マグニチュード）ML が考案された。これ以降、表面波マグニチュード Ms 、実体波マグニチュード mb などが登場した。
1943年、河角廣は震央からの距離 100km における平均震度を MK と定義し、歴史地震においても古文書の被害記録から震度が推定され、規模を表すことが可能であるとした。また MK とリヒタースケールの間には以下の関係があるとされた。
{\displaystyle M=4.85+0.5M_{K}}
I = 2 M - 4.605 log ⊿ - 0.00166 ⊿ - 0.32 ( I : 気象庁震度階級, ⊿ : 震央距離[km] )
この推定された河角マグニチュードは日本の地震において最大のもので貞観地震、仁和地震および明応地震のM8.6であった。これらの地震はMK = 7.5とされている。一方で、宝永地震や安政東海・南海地震などではMK = 7. と小数点以下が不定とされ、MK = 7を換算してM8.4とされていたが、何れもこれらのMKの根拠は示されていない。河角廣はさらに過去の地震記録から日本各地の地震地域係数を定めた日本初の地震ハザードマップである河角マップを作成した。
そのほかに震度4, 5, 6の範囲の面積とマグニチュードの関係式も提唱されている。
{\displaystyle M=log\ S_{5}+3.2} (S5 : 震度5以上の範囲[km2])
{\displaystyle M=(log\ S_{6}+6.66)/1.36} (S6 : 震度6以上の範囲[km2])
メルカリ震度階級では以下の式が提唱されている。
{\displaystyle I=8.16+1.45\ M-2.46\ {\rm {ln}}\ r} ( I : メルカリ震度階級, r : 震央距離[km] )
宇佐美(1970)はこの河角の規模と気象庁マグニチュードの関係を検討したが、日本の歴史地震のマグニチュードは最大でも8.4 - 8.5程度とされた。この当時は後述のモーメント・マグニチュードという概念は存在せず、世界観測史上最大級の1960年のチリ地震もM8.5とされていた。
1977年、金森博雄は地震モーメント M0 が地震のエネルギーと密接な関係があることを見出し、地震断層の規模から誘導されるモーメント・マグニチュード Mw が考案され、M8を超えても数値の飽和が無く巨大地震の規模をより適切に表すものとして今日では広く用いられる。しかしモーメント・マグニチュードを正確に求めるためには地球規模の観測網を必要とし、断層の大きさなど震源パラメーターを決定するためには膨大な計算を必要とする。機器観測記録の存在しない歴史地震では、古記録から推定される震度分布や津波の高さを、ほぼ同じ震源域と推定される近代に発生した地震の観測記録に基づく断層パラメータから類推して、数値実験を繰り返し最適化された断層モデルが仮定されてモーメント・マグニチュードが推定される。しかし、情報量は乏しく断層モデルを置く位置を少し変えるなどパラメーターを多少変化させるだけでもマグニチュードは大きく変化し、近似の程度も悪く精度は低い。
1700年のカスケード地震は当時の北米大陸における地震記録は現存していないが、『田辺町大帳』、『大槌記録抄』など日本各地における遠地津波の記録が存在し、地震の発生した凡その日時やマグニチュード Mw 8.7 - 9.2 が推定されている。その他、チリやペルーにおける地震津波も日本に襲来した記録があり、その規模からこれらのおおよそのマグニチュードの推定が可能である。

## 地震の記録

### 中東
中東には紀元前20世紀以前から地震の記録がある。紀元前2150年頃のヨルダンのカラク付近の地震は旧約聖書にあるソドムとゴモラの滅亡との関連も唱えられている。このほかにも聖書にはシリア付近と考えられる地震の記述があり、例えばサムエル記上14・15およびマタイ27・51、28・2などが挙げられる。
紀元前2000年頃には、シリア、およびトルクメニスタンでそれぞれ地震が発生したとされる。

### 中国
中国も古い記録を有する国の一つであり、夏朝の紀元前1831年に泰山付近で発生したとされる泰山地震は『竹書紀年』に記録され、中国で確認される記録としては最古のものである。NOAAの地震年表に登録されているものとしては紀元前193年および紀元前186年の甘粛省における地震の記録がある。
138年に甘粛省で発生した隴西地震は700km離れた洛陽に設置された張衡の製作による地動儀が感知し、これは最古の地震計の一つとされる。
中国では内陸部の巨大地震の記録が多く存在し、直下型の巨大地震の様相を呈し、1556年の華県地震など数十万人の死者を出すような甚大な被害を伴うものがしばしば見られる。史上最大規模とされる地震は1668年に山東省で発生した郯城地震とされている。

### ヨーロッパ
ヨーロッパで最古の記録を持つのは古代ギリシアであり、紀元前1410年頃（紀元前1450年頃とも）、紀元前550年頃、紀元前479年、紀元前432年（古代ローマ）、紀元前426年、紀元前373年、紀元前330年、紀元前282年、紀元前227年、および紀元前223年などに地震の記録がある。
紀元前17世紀ないし紀元前1450年頃、サントリーニ島の噴火と地震はエーゲ海に甚大な津波をもたらし、クレタ島のフェストス宮殿が崩壊したとされる。
1755年にポルトガル沖で発生したリスボン地震は、西ヨーロッパ、北アフリカの広い範囲に強震をもたらし、大津波発生の比較的稀な大西洋全体に津波が波及した。この地震による経済など社会的影響は多大なもので、これを機に地震学が発足した。

### 朝鮮半島
朝鮮半島は地震の発生が比較的少なく津波記録もほとんどないと言われるが、実際には古くからの地震の記録が存在し、最古のものとしては『三国史記』に2年に発生した地震の記述が見られる。以下被害記録があるものとして27年、34年、37年、89年などと、京畿道広州における大地震、家屋倒壊および液状化の記録がある。『三国史記』や『高麗史』『朝鮮王朝実録』に記された被害内容などからマグニチュード6.0以上と推定されるものもあって、16世紀から17世紀にかけて比較的多くの地震が発生している。史上最大規模とされる地震は1681年6月28日の江原道、襄陽郡・三陟の地震（襄陽地震）とされ、推定されるマグニチュードは7.0〜7.5で海震や津波と見られる記述もあるという。

### 日本

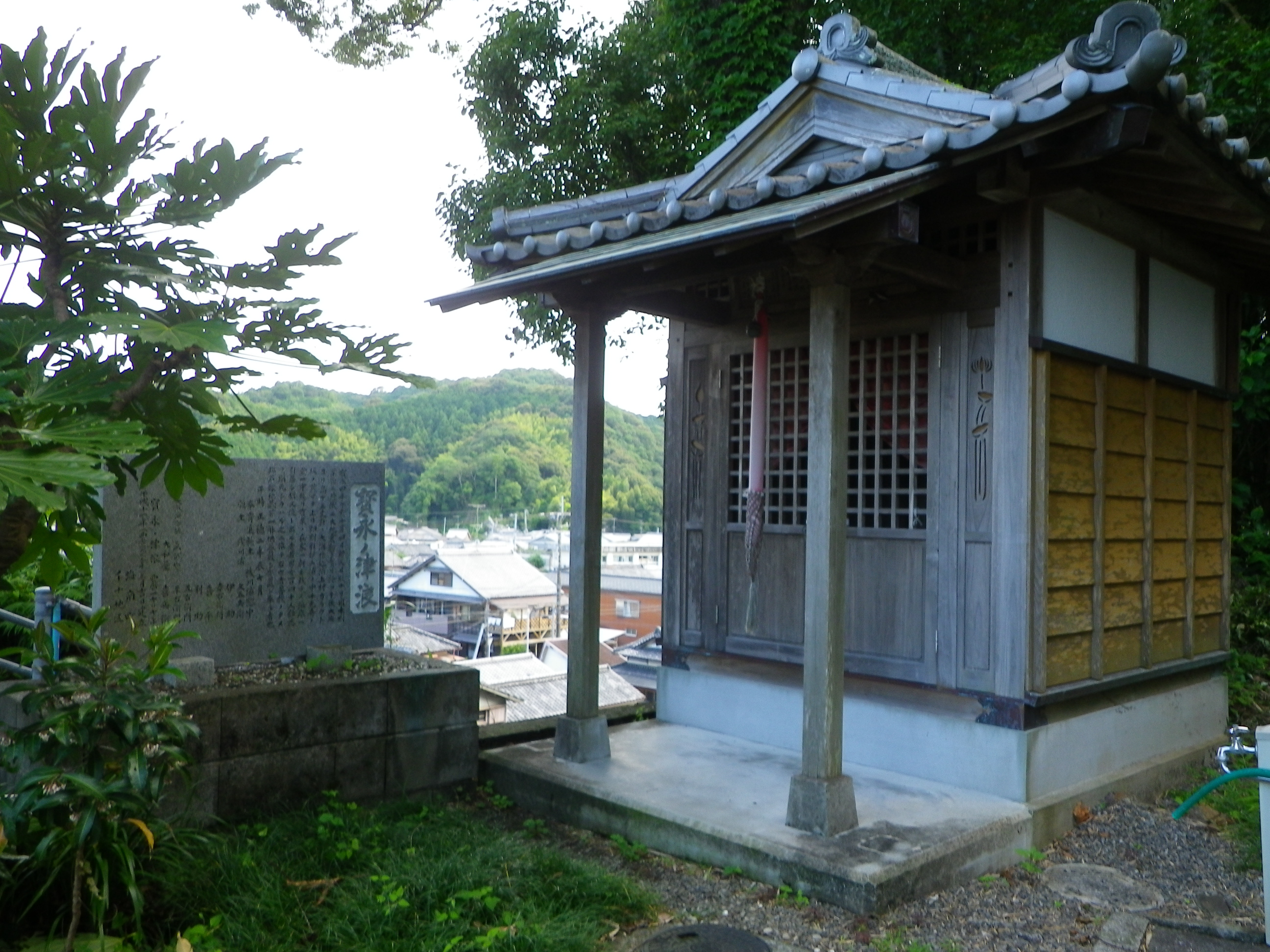
浅川観音堂、宝永津波の犠牲者を供養するために建立された観音堂。徳島県海陽町浅川。

日本は最も詳細な記録が現存している国である。1892年（明治25年）に濃尾地震を契機として震災予防調査会が組織され1893年から関谷清景らにより調査研究が開始された、これらの調査結果は1904年に震災予防調査会により集大成として『大日本地震史料』が刊行され、その後も地震史料の収集と研究が継続され、武者金吉らにより『増訂大日本地震史料』(1941)や宇佐美龍夫らによる『新収 日本地震史料』などが作成された。また、津波に関する歴史資料は『日本被害津波総覧』(渡邉偉夫,1985,1998)がある。
『日本書紀』の允恭天皇5年条（416年と換算されるがはっきりしない）に初めて地震の記録が登場する（允恭地震）。599年には、地震被害についての記録が初めてあらわれる（推古地震）。679年の筑紫地震は、筑紫と震源域が判明する初の記録である。684年の白鳳地震は日本最古の巨大地震、津波の記録である。この白鳳地震を嚆矢とする南海トラフ沿いの巨大地震と推定される一連の地震はプレート間地震の繰り返しの記録としては世界最長のものとされる。しかし、飛鳥時代には大和や筑紫など西日本と思われる記録しかなく、断片的、限定的なものである。当時の交通事情に加え、関東は、朝廷にとって辺境とも言える土地であり、さらに遠くの東北地方は「まつろわぬ」蝦夷の力が強く、未だ朝廷の支配が完全には及んでいなかったためと思われる。
『日本三代実録』では869年の貞観地震など、陸奥の地震も登場するが、地震活動が活発な東北地方の確かな巨大地震記録はこれ以降1611年の慶長三陸地震まで確認されておらず記録の空白域となっており、僅かに享徳地震など会津の地震記録が見られるのみである。
南海トラフ沿いや東北地方太平洋沖の様に、明応地震、宝永地震および慶長三陸地震津波などで従前の記録が失われたと考えられる場所においては、これ以前の現地で記された現存記録は極めて少ないが、都で記された『日本書紀』や『日本三代実録』には古い巨大地震の記録があり、当時は律令制が稼働し始め、国司らによって地方の地震被害が報告されていたものと考えられている。
これら六国史時代以降は正史が途絶え、鎌倉時代には『吾妻鏡』などに地震の記録が登場するが、京都や鎌倉など一都市における限定的な記録のみとなり震源域の推定が困難なものが多い。室町時代には『太平記』などに地震の記録が登場するが、正平地震津波の「俄に太山の如なる潮漲来て」など軍記物語ゆえに文学的、誇張的な表現も見られる。
江戸時代以降は町人らの記録も見受けられるようになり全国各地の豊富な被害記録が残されている。しかし、依然、巨大地震の数が多いと考えられる北海道における記録は乏しい。これは、先住民のアイヌが文字を持たなかったため、記録は口伝に頼るほかなかったことによる。また、文字を持っていた和人も江戸時代、北海道の僻地までは住んでおらず、アイヌと和人の両者は敵対的な関係であった時代も長かったため、情報が和人の元に集まらなかったことも影響していると思われる。この時代には、慰霊のため、地震の被害者を供養した寺社などの施設がいくつも建てられ、今に残っているものも少なくない。
明治維新の後、1880年（明治13年）4月に、世界ではじめて、地震学を専門とする学会「日本地震学会」が設立される。以後、日本で発生した地震の数々の記録と、西洋式の学問が組み合わさり、日本の地震研究は発展していくこととなる。

#### データベース化
古文書を調査した結果は武者金吉『増訂大日本地震史料』全3巻（1941 - 43年）・『日本地震史料』（1951年）や宇佐美龍夫『日本被害地震総覧』などとしてまとめられているが、史料の吟味方法や推論過程の詳細が不明なため原史料を遡って更なる調査や推論には使えないと言う指摘や研究用データベースの不在が指摘されていた。これらの問題を解決するため2000年代から「歴史地震史料集電子データベース」の作成が進められている。
史料の信憑性日本の歴史地震の史料全文をまとめた「歴史地震史料集電子データベース」（古代中世地震噴火史料データ）では信憑性を、5段階で評価している。
- 5段階評価
  - 等級A:基本史料（同時代史料）
  - 等級B:参考史料（主として近世までに成立した史料）
  - 等級C:主として明治以降に書かれた文献
  - 等級D:史料としては使えず削除すべきもの
  - 等級E:保留史料（信頼性がまだ確認できていない史料）

### 南米
南北アメリカ大陸の先住民のほとんどは、文字の文化を持っておらず、そのため古くの地震の記録は乏しい。南米のペルーやチリで地震の記録が現れるのは15世紀以降である。マヤ文字で書かれた、さらに古い記録があったのかもしれないが、スペイン人を始めとする侵略者のヨーロッパ人によって破壊された可能性がある。ヨーロッパ人たちはアメリカ大陸の植民地化において、現地の文化や文物を徹底的に破壊した他、先住民に対しても過酷な大量虐殺を実行して記録を伝える者も皆殺しにしていった。以降、征服者のヨーロッパ人たちによる、西洋の科学に基づく詳細な記録が伝えられていくこととなる。
1960年のチリ地震に代表されるようにペルー・チリ海溝の沈み込み帯は、南アメリカプレートとの境界でナスカプレートが低角で沈み込み、プレート間の強い固着によりアスペリティを形成していると推定され、プレート間地震と推定される巨大地震の記録がしばしば見られる。これらの地震津波は太平洋全体に波及したものと推定され、日本における遠地津波の記録も存在する。
ペルーは1471年に巨大地震の最古の記録が現れ、チリは1520年から記録に登場するようになり、両国ともこれ以降、巨大地震の記録が頻繁に現れている。年月日まで判明している地震としての最古は1555年のペルー地震。1960年の日本におけるチリ地震津波被害と同様、1730年のチリの地震津波が陸前に到達し、田畑を損じた記録が『東藩史稿』にある。
観測史上最大級の1960年チリ地震と同じ地域で発生した1575年バルディビア地震は、古記録および地質調査から、1960年とほぼ同規模、一部の研究者によってはそれ以上である可能性が指摘され、さらに同地域では平均して約300年毎に津波堆積物などの痕跡を残すような大規模な地震が繰り返されていることが示された。これ以外にも津波堆積物などの地質調査から、カスケード、スマトラ沖、南海トラフ、千島海溝、日本海溝沿いなど世界各地のプレート境界の沈み込み帯において、300 - 600年程度の周期で特に大規模な地震が繰り返されていることが明らかに成りつつある。

## 伝承および口碑
土佐の各地に白鳳地震に関する口碑が伝わり、東北地方の太平洋側各地に貞観地震津波と思われる伝承が存在する。しかし、白鳳地震に関する口碑は後世に書き記されたものもあり、土佐湾の陥没など信頼性に疑いのあるものもある。
地震の文献記録は無くても北米大陸にはインディアンの間に、カスケード地震津波と見られる洪水の言い伝えが存在し、北海道にはアイヌの間で津波に関する伝承が存在する。